# Parc naturel Bucegi

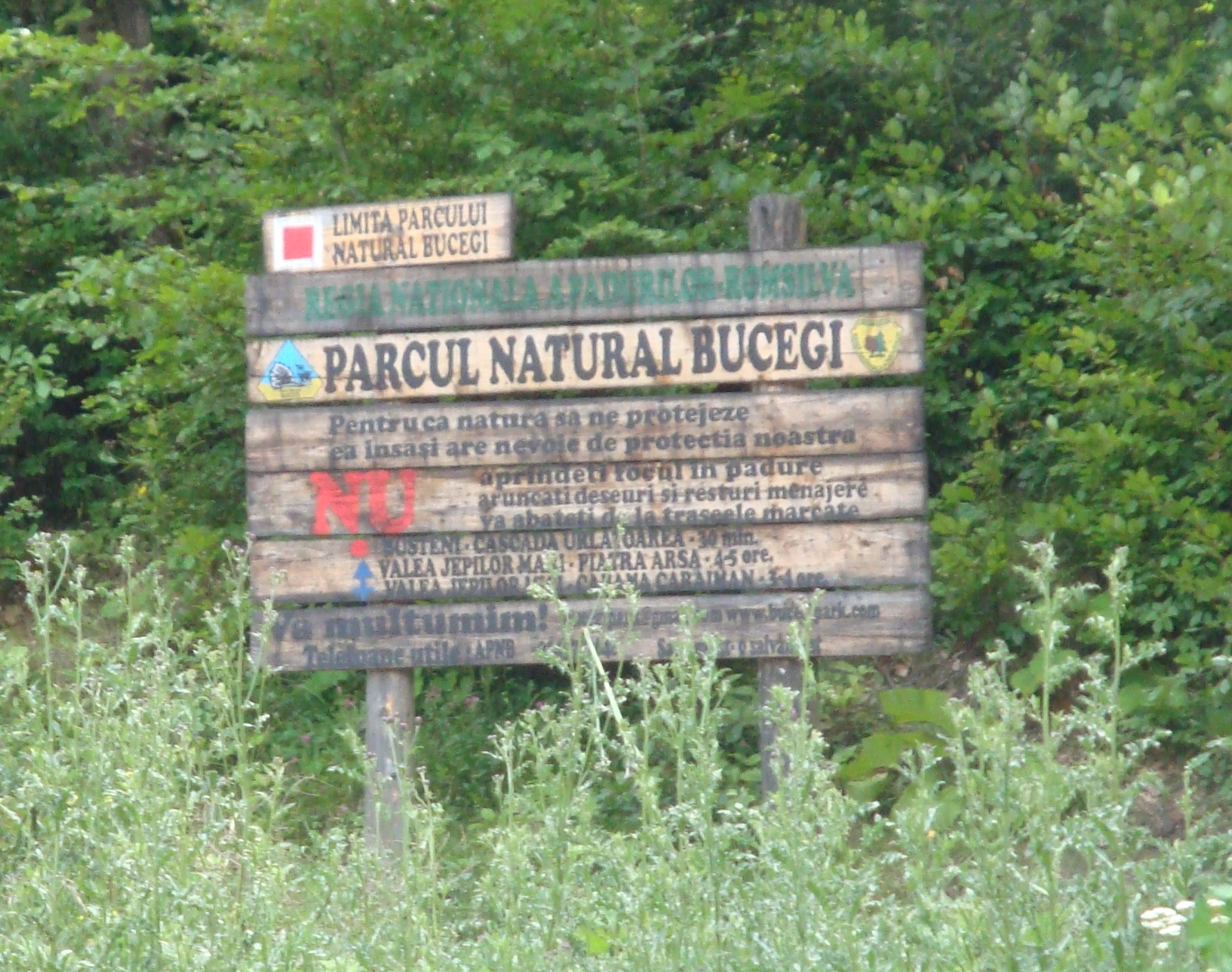

Le Parc naturel Bucegi (en roumain: Parcul Natural Bucegi) est une aire protégée (parc naturel de la catégorie V IUCN) située en Roumanie, dans le territoire administratif des comtés Brașov, Dâmbovița et Prahova.

## Localisation
Le parc naturel est situé dans la partie centre-sud de la Roumanie, dans les monts Bucegi appartenant aux Carpates méridionales.

## Description
Le Parc naturel Bucegi avec une superficie de 32 663 ha a été déclaré aire protégée par la Loi numéro 5 du 6 mars 2000 (publié dans Monitorul Oficial numéro 152 du 12 avril 2000) et représente une zone montagneuse (crêtes, moraines, cirques, canyons, vallées, cascade, forêts et pâturages) avec une grande variété de la flore et la faune spécifiques aux Carpates.